# Culicoides tawauensis
Culicoides tawauensis är en tvåvingeart som beskrevs av Wirth och Hubert 1989. Culicoides tawauensis ingår i släktet Culicoides och familjen svidknott. Inga underarter finns listade i Catalogue of Life.